# چهارروستایی
چهارروستایی، روستایی است از توابع بخش ریگ شهرستان گناوه استان بوشهر ایران.

## جمعیت
این روستا در دهستان رودحله قرار دارد و بر اساس سرشماری سال ۱۳۸۵ آمار رسمی جمعیت آن ۲۲۴۷نفر (۵۰۱خانوار) می‌باشد.

## مردم
مردم این روستا قومیت لر از طایفه حیات داوودی می‌باشند.